# Vail, Arizona
Vail är en ort (CDP) i Pima County, i delstaten Arizona, USA. Enligt United States Census Bureau har orten en folkmängd på 10 208 invånare (2010) och en landarea på 58,7 km².